# Shilling britannique
Pour les articles homonymes, voir Shilling.
Le shilling (en abrégé s ou noté 1/-) est une ancienne pièce de monnaie du Royaume-Uni qui a été utilisée jusqu’à la décimalisation de la livre sterling en 1965. Le shilling valait un vingtième d’une livre sterling ou douze pence. Il fut frappé pour la première fois sous le règne du roi Henri VII, étant alors connu sous le nom de testoon, avant de devenir connu sous le nom de shilling, qui se dérive du mot vieil anglais scilling, du milieu du XVIe siècle au début des années 1990, où il fut retiré de la circulation. Le mot anglais bob était souvent utilisé pour parler d’une valeur monétaire en shillings, par exemple ten-bob note (un billet de dix shillings en français). Après la décimalisation le 15 février 1971, le shilling devint équivalent à cinq pence. La pièce était frappée en argent de son début en 1503 à 1947 et après ces années, en cupro-nickel jusqu'à son retrait de la circulation.
Avant Decimal Day (Jour de Décimalisation) en 1971, une livre sterling se divisait en 240 pence. Douze pence valaient un shilling et vingt shillings équivalaient à une livre. Les valeurs monétaires inférieures à une livre étaient généralement comptées en shillings et en pence, par exemple trois shillings et six pence (3/6), prononcé trois et six, pour 42 pence. Les valeurs inférieures à un shilling étaient comptées en pence : huit pence s'écrivait 8d.
Bien que la pièce n’eût été frappée qu'à partir du XVIe siècle, la valeur du shilling était alors déjà utilisée à des fins comptables depuis la période anglo-saxonne. L'équivalence un shilling = 12d aurait été fixée par les Normands après leur conquête de l'Angleterre ; avant cela, cependant, diverses pièces de monnaie anglo-saxonnes de 4, 5 et 12 pence étaient déjà appelées shillings.

## Histoire

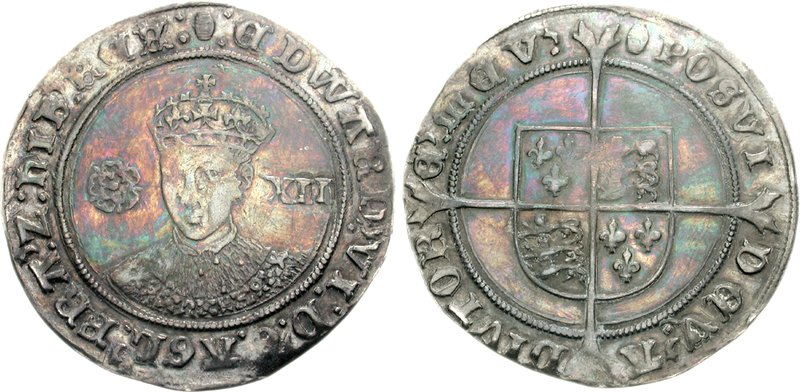
Shilling de Édouard VI, frappé entre 1551 à 1553, marqué « XII » [pence], argent, 6.15 g.

Les premières pièces de livre sterling, d'une valeur de 12d et appelées testoons, furent frappées en 1503 ou 1504. Ce nom provient d'une pièce italienne, le testone, en circulation à Milan depuis 1474. De 1544 à 1551, les pièces de monnaie furent à maintes reprises dévaluées par les gouvernements de Henri VIII et Édouard VI d’Angleterre afin de financer les guerres étrangères. Ainsi, conséquence de cette dévaluation, les pièces frappées en 1551 contenaient cinq fois moins d'argent pur que la pièce de 1544, faisant chuter leur valeur de 12d à 6d. En effet, contrairement à aujourd’hui, la valeur des pièces de monnaie était définie par leur composition et leur richesse en métaux précieux (or, argent...). Sous le règne d’Élisabeth Ire, de nouvelles pièces à plus forte teneur en argent furent frappées, restaurant le testoon dans sa valeur initiale.
Le shilling fut frappé sous les règnes de tous les monarques anglais et britanniques après Édouard VI, ainsi que dans le Commonwealth, et sa valeur connut de nombreuses fluctuations au cours des siècles. Une vaste réforme de la monnaie britannique eut lieu en 1816 sous l'égide du Royal Mint (La "Monnaie royale"). De grandes quantités de pièces de monnaie en argent et en or furent frappées ; les précédentes séries de pièces d'argent avaient été irrégulières et la dernière, frappée en 1787, n'avait même pas été mise en circulation, mais avait été offerte en cadeau de Noël aux clients de la Banque d’Angleterre. La nouvelle monnaie d'argent était constituée d'argent sterling (.925) ; 66 shillings avaient désormais une valeur équivalente à une livre de troy. Les nouvelles pièces pesaient donc 2⁄11 d'une once de troy (5,655 grammes).

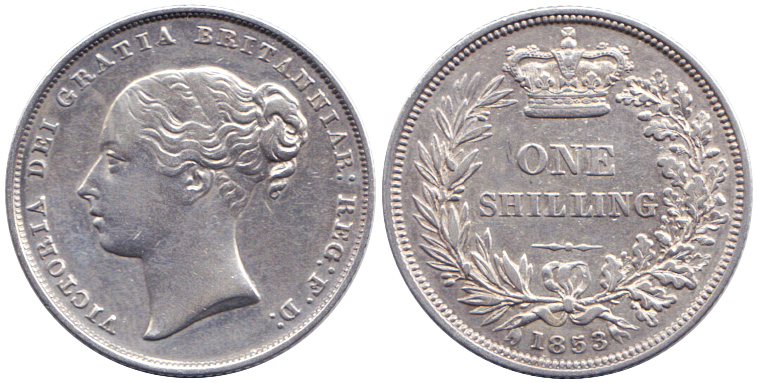
Shilling, reine Victoria, 1853. Argent, poids 5,64 g.

En 1920, le Royal Mint dévalua la monnaie d'argent, qui passa de 92,5 % à 50 % de métal précieux. Cette mesure résultait d'une augmentation mondiale du prix de l’argent, conséquence de la Première Guerre mondiale. En 1946, pour des raisons analogues, encore aggravées par le coût de la Seconde Guerre mondiale, la monnaie britannique cessa d'utiliser de l'argent : les nouvelles pièces "d'argent" étaient désormais frappées dans un alliage de cuivre et de nickel, le cupro-nickel.
Les premières propositions de décimalisation de la monnaie britannique remontent aux années 1820, formulées pour la première fois par Lord Wrottesley,. Ces tentatives n'aboutirent qu'un siècle et demi plus tard, dans les années 1960, quand la nécessité de simplifier les calculs monétaires vis-à-vis de l'étranger devint incontournable. La décision de décimaliser fut annoncée en 1966 et il fut décidé que la "nouvelle" livre serait divisée en 100 pence, au lieu de 240. Le 15 février 1971, jour d'entrée en vigueur de cette mesure (appelé "Decimal Day" au Royaume-Uni), de grandes quantités de nouvelles pièces de monnaie furent mises en circulation. Les shillings eurent cours, avec une valeur de 5 pence, jusqu’au 31 décembre 1990.

## Description
Les pièces de testoon émises sous le règne de Henri VII représentent un portrait du roi, tourné vers la droite, sur l'avers. Le pourtour de la pièce est marqué de l'inscription HENRICUS DI GRA REX ANGL Z FRA, ce qui signifie Henri, par la grâce de Dieu, roi d’Angleterre et de France (en anglais : Henry, by the Grace of God, King of England and France). Tous les shillings des règnes suivants portent à l'avers une inscription similaire qui identifie le monarque (ou le Lord-protecteur dans le Commonwealth) et un portrait, où la personne illustrée a le regard tourné tantôt à gauche, tantôt à droite. Le revers porte les armoiries d’Angleterre avec, sur le pourtour, l'inscription POSVI DEVM ADIVTORE MEVM, ou une autre phrase proche, qui signifie J'ai fait de Dieu mon aide (en anglais : I have made God my helper).
Les testoons d'Henri VIII présentent un motif différent sur le revers : ils représentent la rose Tudor. Ceux de son fils Édouard VI reviennent cependant aux armoiries royales. À partir d'Édouard VI, les pièces comportent le chiffre XII à côté du portrait du roi. Les shillings d'Élisabeth Ire et Marie Ire font cependant exception à cette observation ; les premiers ont le chiffre imprimée au revers, au-dessus des armoiries, et les seconds ne l'ont pas du tout. Certains shillings émis sous le règne de Marie Ire portent leur date d'émission, imprimée au-dessus du portrait de Marie Tudor et de son mari Philippe.
Les premiers shillings de Jacques Ier présentent sur le revers l'inscription EXURGAT DEUS DISSIPENTUR INIMICI, c'est-à-dire Que Dieu Se lève et que Ses ennemis soient dispersés (en anglais : Let God arise and His enemies be scattered). Cette phrase devint en 1604 QVAE DEVS CONIVNXIT NEMO SEPARET, c'est-à-dire Ce que Dieu a uni, que l'homme ne le sépare pas (en anglais : What God hath put together let no man put asunder),.